# 祭りだヘイカモン
『祭りだヘイカモン』（まつりだヘイカモン）は、ピノキオピーのライブ・アルバム。2015年12月9日にU/M/A/Aから発売された。

## 収録曲
全作詞・作曲・編曲：ピノキオピー

### 初回生産限定盤
時間：約80分(副音声あり)、規格品番：UMA-9070～9071、CD+DVD、封入特典：カモンステッカー
Disc1(CD)　10 月 6 日開催『祭りだヘイカモン』at shibuya club asia 全編再構築ライヴアレンジバージョン
1. 敵か味方かピノキオピーか
2. ありふれたせかいせいふく
3. 空想しょうもない日々
4. アイマイナ
5. ぼくも屑だから
6. 昨日、パンを食べました
7. 頓珍漢の宴
8. 腐れ外道とチョコレゐト
9. LastContinue
10. 祭りだヘイカモン
11. マッシュルームマザー
12. ラブソングを殺さないで
13. すろぉもぉしょん
14. こあ
15. どうしてちゃんのテーマ

Disc1(DVD)※限定盤のみ 10 月 6 日開催『祭りだヘイカモン』全編収録
1. 敵か味方かピノキオピーか
2. ありふれたせかいせいふく
3. 空想しょうもない日々
4. アイマイナ
5. ぼくも屑だから
6. 昨日、パンを食べました
7. 頓珍漢の宴
8. 腐れ外道とチョコレゐト
9. LastContinue
10. 祭りだヘイカモン
11. マッシュルームマザー
12. ラブソングを殺さないで
13. すろぉもぉしょん
14. こあ
15. どうしてちゃんのテーマ